# Christian Hubin
Pour les articles homonymes, voir Hubin.
 (décembre 2023).
Si vous disposez d'ouvrages ou d'articles de référence ou si vous connaissez des sites web de qualité traitant du thème abordé ici, merci de compléter l'article en donnant les références utiles à sa vérifiabilité et en les liant à la section « Notes et références ».
Christian Hubin, né à Marchin, (Belgique) le 18 septembre 1941 et mort le 5 juin 2025 à Beauraing[source insuffisante], est un poète belge de langue française. Jusqu'en 2010, son œuvre est publiée essentiellement par les éditions José Corti et, depuis 2012, par les éditions L'Étoile des limites.

## Biographie
Originaire de Marchin, Christian Hubin entame une licence en Philosophie et Lettres à l'université de Liège en 1959. Après obtention de cette dernière, il commence une carrière de professeur qui le mènera à Namur et Dinant.
En parallèle à sa carrière, Christian Hubin rencontre de nombreux écrivains et poètes avec qui il entretient une correspondance, notamment : Armel Guerne, Achille Chavée, Jean Malrieu, Edmond Humeau, Frédéric Jacques Temple, Jacques Izoard, André Hardellet, Pierre Dhainaut, Pierre della Faille, Julien Gracq, Lorand Gaspar, Severo Sarduy, Claude Louis-Combet, Valère Novarina, Pierre-Albert Jourdan, Raoul Vaneigem, Francis Edeline, Pierre Gabriel.[réf. nécessaire]
Il reçoit également de nombreux prix parmi lesquels :
- Le prix Antonin-Artaud pour La parole sans lieu en 1975.
- Le Prix Louis-Guillaume du Poème en Prose pour Personne en 1986.
- Le prix triennal de poésie de la Communauté française de Belgique pour Hors en 1989.
- La bourse Poncetton de la Société des gens de lettres pour Parlant seul en 1994[2].
- Le prix Louise-Labé pour Face du son en 2018.
- Le Grand Prix de poésie 2020 de l'Académie royale de langue et littérature françaises de Belgique pour L'in-temps et pour l'ensemble de son œuvre.

## Œuvres

### Livres d'artistes
- Musique, avec 6 eaux-fortes originales de Marc Laffineur, éditeur, 1964.
- Prélude à une apocalypse, 5 bois gravés de Marc Laffineur, éditeur, 1966.
- La salutation aux présences, avec 8 encres de Chine de Marc Pessin, coll. « Le verbe et l’empreinte », 1984.
- Grattages, avec 2 gravures de Claude Faivre. Rencontres, 2000.
- Le désemparé, acrylique de B. Gilbert. Coll. « Tête à texte », 2004.
- Sous-tend, graphismes de Jacques Clauzel. Coll. « Tête à texte », 2006.
- Sans partir, graphismes de François-Xavier Fagniez. Rencontres, 2006.
- Avec, gravure (51 ex.) et dessin (50 ex.) de Gilles du Bouchet. Trames, 2006.
- Serrant, peintures de Jacques Bibonne. Poliphile, 2008.
- Infra, gravure de Gilles du Bouchet. Trames, 2009.
- Squame, frontispice de Claude Faivre. La Proue, 2009.
- Neumes, tirage sur vélin d'Arches avec une gravure de Farhad Ostovani, L'Etoile des limites, 2012.
- Tacts, gravure de Gérard Truilhé. Trames, 2015.

## Sur l'auteur
- Eric Brogniet, Christian Hubin : Le lieu et la formule, Éditions Luce Wilquin, 2003.
- Christian Hubin, numéro double préparé par Pierre Romnée (direction Pierre-Yves Soucy), Le courrier du centre international d'études poétiques, n° 227-228, Bibliothèque royale, Bruxelles, juillet-décembre 2000, 96 pages.
- Christian Hubin - sans commencement, coll. « Une saison en poésie », catalogue d'exposition conçu par Philippe Blanc, avec des poèmes de Christian Hubin, et des textes de Pierre Romnée, Jacques Ancet, Marc Blanchet, Richard Blin, Yves Bonnefoy, Jacques Brault, Pierre Chappuis, Chantal Colomb, Pierre Dhainaut, Franc Ducros, Bertrand Fillaudeau, Madeleine Gagnon, Jacques Garelli, Julien Gracq, Hubert Haddad, François Huglo, Claude-Louis Combet, Jean-Baptiste Lysland, Jean Malrieu, Robert Martreau, Pierre Morency, Roger Munier, Bernard Noël, Valère Novarina, François Poirié, Gaston Puel, James Sacré, Salah Stétié, Esther Tellermann, Jean-Claude Valière, Bernard Vargaftig, Patrick Wateau, Logan E. Whalen, Bibliothèque municipale de Charleville-Mézières, octobre 2007, 311 pages.
- revue NU(e) : numéro 54 (191 p.) coordonné par Éric Dazzan et consacré à Christian Hubin avec de nombreux textes inédits et des contributions, notamment d'Yves Bonnefoy, Gaston Puel, Jacques Garelli, Bernard Noël, Valère Novarina, Esther Tellermann, Yves Leclair, Jacques Ancet, Gérard Martin, Michael Bishop, Richard Blin, etc., octobre 2013.